# Lahage
Lahage (okzitanisch: La Haja) ist eine französische Gemeinde mit 205 Einwohnern (Stand: 1. Januar 2022) im Département Haute-Garonne in der Region Okzitanien (zuvor Midi-Pyrénées). Lahage gehört zum Arrondissement Muret und zum Kanton Cazères. Die Einwohner werden Lahageais genannt. 

## Geografie
Lahage liegt etwa 40 Kilometer südwestlich von Toulouse. Lahage wird umgeben von den Nachbargemeinden Montgras im Norden, Rieumes im Süden und Osten, Forgues im Süden, Saint-Loube im Westen sowie Pébées im Nordwesten.

## Bevölkerungsentwicklung
| Jahr                      | 1962 | 1968 | 1975 | 1982 | 1990 | 1999 | 2006 | 2013 |
| Einwohner                 | 170  | 170  | 94   | 171  | 258  | 262  | 240  | 222  |
| Quelle: Cassini und INSEE |      |      |      |      |      |      |      |      |

## Sehenswürdigkeiten
- Kirche Saint-Taurin
- Schloss mit Kapelle